# Sjungande vykort

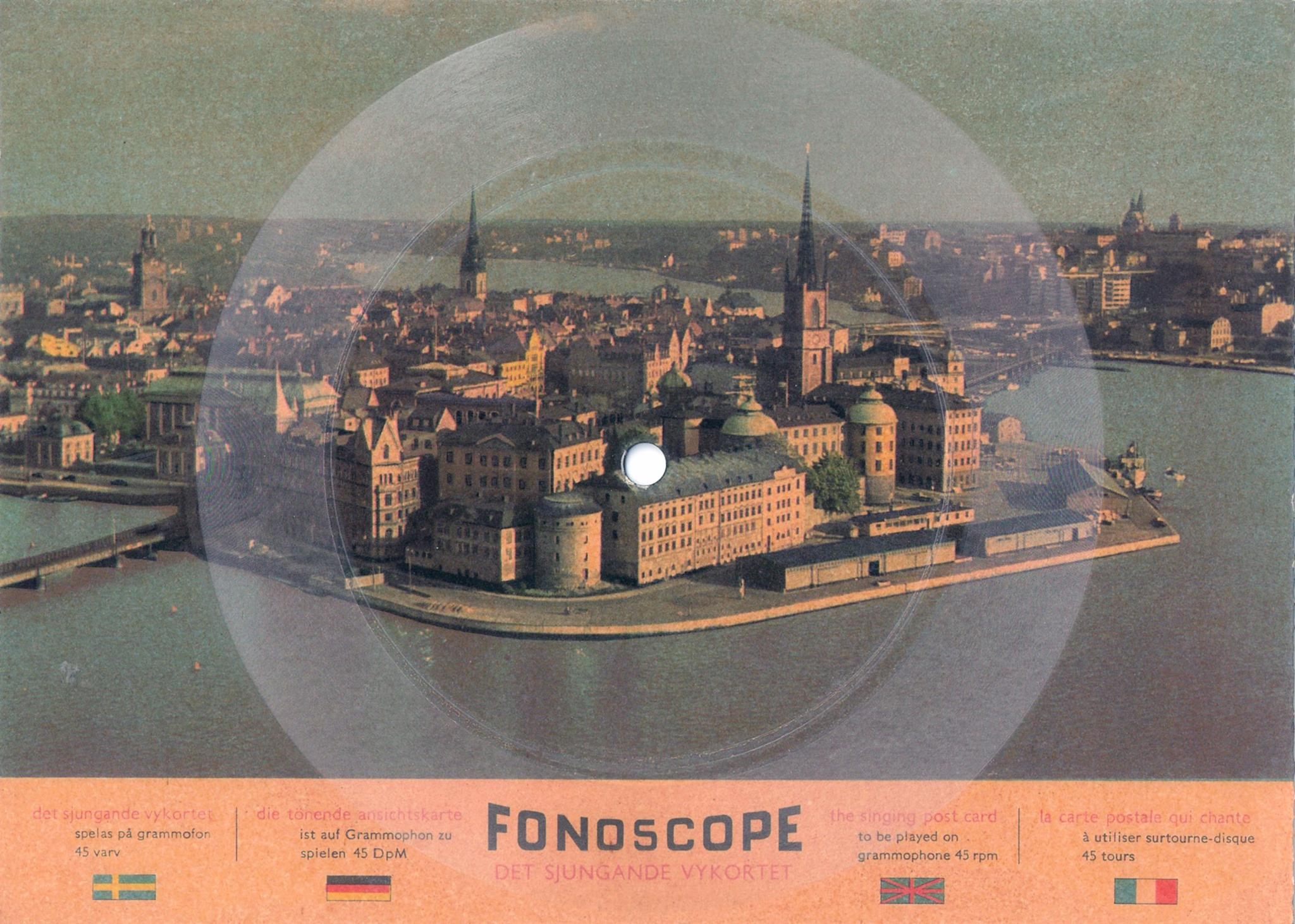
Sjungande vykort där Rudy Marino sjunger Nel blu dipinto di blu.

Sjungande vykort är en form av fonogram som gavs ut i vykortsform. Audiomaster Scandinavia A/S i Köpenhamn gav ut musikvykorten med bilder från större städer i Europa. Korten är i storlek A5 och på andra sidan utlovas att det "kan spelas perfekt 100 gånger".
År 2009 påträffades okända inspelningar med Monica Zetterlund på fyra sjungande vykort, som hon spelade in 1957 under pseudonymen Eva Norén.